# Beatrice Tomasson

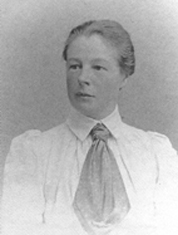
Beatrice Tomasson im Jahr 1883

Beatrice Sibyl Tomasson (* 25. April 1859 in Barnby Moor bei Retford, Nottinghamshire; † 13. Februar 1947 in Little Benhams, Sussex) war eine britische Bergsteigerin. Zu ihren bekanntesten Erstbegehungen gehört die Südwand der Marmolata.

## Leben
Beatrice Tomasson kam im Frühjahr 1859 als erste Tochter des Textilindustriellen William Tomasson und seiner Ehefrau Sarah auf dem Gutshof ihrer Eltern zur Welt. Sie hatte einen älteren Bruder, der später Polizeichef von Nottingham und 1906 geadelt wurde, sowie je einen jüngeren Bruder und eine Schwester.
Ab 1865 wuchs sie in Irland auf, wo ihr Vater Landbesitz erworben hatte und das typische Leben der Landed gentry führte. Nach ihrer Schulausbildung, die wahrscheinlich durch Hauslehrer erfolgte, ging sie als Privatlehrerin nach Deutschland. 1879 war sie zunächst bei einem General von Bülow in Potsdam tätig, 1883 bei einem General von Knobloch, ebenfalls in Potsdam. In diesem Jahr begann sie nach entsprechenden Verhandlungen mit einem britischen Verleger die Übersetzung des damals populären historischen Romans „Ein Kampf um Rom“ von Felix Dahn ins Englische, die zwei Jahre später erschien. 1885 beendete Tomasson ihre Hauslehrertätigkeit und kehrte nach England zurück. General von Bülow schenkte ihr zum Abschied ein Pferd, da sie sich als versierte Reiterin erwiesen hatte.
Bereits 1883, mit 24 Jahren, machte Tomasson ihre ersten alpinen Erfahrungen und lebte in den Folgejahren einige Zeit in Innsbruck. Ab 1892 unternahm sie mit Edward Lisle Strutt, dem späteren Präsidenten des Alpine Club, verschiedene Touren im Karwendel und den Stubaier Alpen, wo sie unter anderem den Habicht erstieg. 1894 wurde sie Mitglied des Deutschen und Österreichischen Alpenvereins (DÖAV). Während des Winters arbeitete sie in England, unter anderem als Privatsekretärin bei einer wohlhabenden Tante in Yorkshire.
Ab 1896 konzentrierte sich Tomasson auf die Dolomiten und unternahm, jeweils in Begleitung von Bergführern, verschiedenste Touren von San Martino di Castrozza aus. 1897 zählten dazu die Erstbesteigungen des Torre del Giubileo, der Cima delle Capre sowie der Cima d’Oltro und die Cima Wilma in der südlichen Palagruppe. Gemeinsam mit dem Bergführer Michele Bettega bewältigte sie die erste Überschreitung des Sass Maor. Ein Jahr später bestieg sie 1898 mit Bettega in der Palagruppe erstmals den Campanile della Regina Vittoria und den Monte Lastei d’Agner. Zusammen mit den Führern Hans Sepp Pinggera und Friedrich Reinstadler durchstieg Tomasson im gleichen Jahr als Erstbegehungen die Nordostwand des Monte Zebrù und mit Pinggera die Südwestwand des Ortler.
Die bedeutendste Erstbegehung von Beatrice Tomasson war die Südwand der Marmolata. Bereits 1900 hatte sie mit dem Führer Luigi Rizzi einen ersten Versuch unternommen. Ein Jahr später schaffte Tomasson zusammen mit Michele Bettega und Bortolo Zagonel am 1. Juli 1901 die erstmalige Durchsteigung der Südwand bis zur Punta Penia, dem höchsten Gipfel des Marmolata-Massivs. Tomasson wurde während des zwölfstündigen Aufstiegs von einem Stein am Kopf getroffen, blieb aber unverletzt. Bereits am 15. August dieses Jahres berichteten die Mitteilungen des DÖAV über die neue bedeutende Tour. Mehr als ein Jahrzehnt galt die Route als schwierigste und längste Klettertour der Alpen. Tomasson war zwar nicht vorgestiegen, galt jedoch als eigentliche Initiatorin der Route, wie sie auch sonst die Ziele und Routenauswahl ihrer Seilschaften bestimmte. In den Folgejahren gab es gelegentlich Zweifler, die es nicht für möglich hielten, dass eine Frau einen derart schweren Aufstieg planen und bewältigen könnte. Dem stehen allerdings die Zeugnisse der Führer und weitere Aussagen entgegen, so dass die Durchsteigung heute unumstritten ist. Die Anerkennung ihrer Leistungen blieb dennoch über Jahrzehnte weitgehend aus. Noch 1995 fand sich in der Bibliothek des Deutschen Alpenvereins, einer der größten alpinistischen Fachbibliotheken, ihr Name nicht als Stichwort im Katalog, ein Schicksal, das sie beispielsweise mit Paula Wiesinger und Ilona und Rolanda von Eötvös teilte. Die Kletterführer- und Fachautorin Anette Köhler bewertete dies als historische „Frauenleiche im Keller“ der Alpenvereine.
Aus Anlass ihres fünfzigsten Geburtstages ließ sie sich 1909 von John Singer Sargent porträtieren. 1911 beendete Tomasson im Alter von 52 Jahren ihre Bergsteigerkarriere, indem sie gemeinsam mit Angelo Dibona den Campanile Basso bestieg. Mit Ausbruch des Ersten Weltkriegs kehrte Tomasson nach England zurück.
Mit 61 Jahren heiratete sie 1921 den schottischen Landadeligen Patrick Chalmers Mackenzie, mit dem sie in den Folgejahren im gemeinsamen Landhaus „Little Benhams“ in Sussex zurückgezogen lebte. Als passionierte Reiterin hielt sie sich bis ins achtzigste Lebensjahr Pferde und ging jährlich auf Jagd- und Reiturlaub nach Irland. Ihr Mann starb 1944, drei Jahre vor ihrem Tod am 13. Februar 1947.